# لخ بوزنان
نادي سكة حديد لخ بوزنان الرياضي (بالبولندية: Kolejowy Klub Sportowy Lech Poznań) أو كما يُعرف اختصارًا باسم لخ بوزنان (بالبولندية: Lech Poznań)، هو نادي كرة قدم بولندي محترف يلعب في الدوري البولندي الممتاز. تأسس لخ بوزنان بتاريخ 19 مارس 1922، ويقع مقره في بوزنان. يُعتبر الفريق أحد أفضل الفرق في بولندا، حيث حصل الفريق الدوري البولندي الممتاز 8 مرات، وعلى كأس بولندا 5 مرات، وعلى كأس السوبر البولندي 6 مرات.

## التاريخ

### التكوين والسنوات الأولى (1920-1945)
قررت مجموعة من الشباب النُّشَطاء في رابطة الشباب الكاثوليكي (بالإنجليزية: the Catholic Youth Association)‏ في آب/أغسطس 1920 الانفصال عن الرابطة وتشكيل فريق كرة قدمٍ خاصٍ بهم. كان مؤسِّسُو النادي الأوائل هم: جان نواك، أنتوني ديزمان، جان ديزمان، ليون نوفيكي، جوزيف ماجدزياك، كازيميرز زمودا، ستانيسلاف نوفيكي، ستيفان فيدلر، جوزيف غولنسكي، ليون ستاتشوفسكي، جوزيف بلومريدر وجان فويتك. سُجّل النادي رسميًا كنادي كرة قدم في التاسع عشر من آذار/مارس 1922 وهو تاريخُ تأسيس النادي. حمل النادي في البداية اسم جمعيّة ليجا ديبيتش الرياضيّة (بالبولندية: Towarzystwo Sportowe Liga Dębiec) وحصل في الثاني من أيلول/سبتمبر 1922 على ملعبٍ في شارع جريزبوا. لعبت النادي مباراتهُ الأولى في أيّار/مايو 1922 ضد يورانيا ستاروليكا وهي المباراة التي انتهت بالتعادل الإيجابي بهدفٍ في كلّ شبكة. شارك بعدها النادي في دوري الدرجة الثالثة البولندي وعينهُ على الصعود بين الدرجات للالتحاقِ بدوري الأضواء. قضى لخ بوزنيان في دوري الدرجة الثالثة نحو ستّ سنوات قبل أن يصعدَ عام 1928 إلى دوري الدرجة الثانيّة ثمّ تمكَّن في وقتٍ لاحقٍ من الصعود لدوري الدرجة الأولى حيث حقَّق هناك الكثير من الشهرة والإنجازات. واصلَ النادي تألقه وبدأ في اكتسابِ قاعدة جماهيريّة في الفترة قُبيل اندلاع الحرب العالمية الثانية. غُيّر اسم النادي في خريف عام 1933 إلى نادي بوزنان الرياضي أو النادي الرياضي في بوزنان (بالبولندية: Klub Sportowy Kolejowego Przysposobienia Wojskowego Poznań). بعد فترةٍ وجيزةٍ من انتهاء الحرب عام 1945، أصبحَ نادي بوزنان الرياضي هو أول نادي كرويّ يُمثّل مدينة لخ في الدوري المحلّي وفي باقي المنافسات.

### المشاكل الإداريّة (1947-1979)
قرَّرَ الاتحاد البولندي لكرة القدم عام 1947 تأسيس أول دوري وطني. لم يُقبل النادي في البداية للمشاركة في دوري الدرجة الأولى لكنّه قدم استئنافًا فقرر الاتحاد البولندي لكرة القدم في اجتماعٍ خاصٍ الزيادة في عددِ الفرق المشاركة في دوري الدرجة الأولى إلى 14 فريقًا ما سمحَ للخ بوزنان وويدزي لودز بالمشاركة. أول مباراةٍ لبوزنان في الدوري كانت أمامَ ويدزي لودز والتي فاز فيها الأخير بأربعة أهدافٍ مقابل ثلاثة. غيَّر النادي اسمه مرة أخرى في كانون الثاني/يناير 1957 حيث أصبحَ اسمهُ نادي لخ بوزنان الرياضي (بالبولندية: Klub Sportowy Lech Pozna) ثم غُيّر في كانون الأول/ديسمبر إلى نادي ليخ بوزنان للسكك الحديدية الرياضي (بالبولندية: Kolejowy Klub Sportowy Lech Poznań) وهو الاسم الذي استمرَّ مع الفريق طويلًا. كانَ عام تغيير الاسم من بينِ أسوأ مواسم النادي حيثُ هبط للدرجة الثانية بعدما حلَّ أخيرًا في الجدول النهائي لترتيب الدوري. حصلَ لخ بوزنان على اثنتي عشرة نقطة فقط في 22 مباراة على الرغم من تواجد المهاجم تيودور أنيوشا هداف النادي برصيدِ 141 هدفًا والفائز بجائزة أفضل هداف في البطولة البولندية في ثلاث نسخ متتالية (1949-1951). جنبًا إلى جنبٍ مع إدموند بياواس وهنريك تشابكزيك كوَّن أنيولا الثلاثي الهجومي الذي عُرف حينها باسمِ آي بي سي. تمكَّن النادي خلال تلك الفترة من احتلالِ المركز الثالث في دوري الدرجة الأولى مرتين وهي أفضلُ نتيجةٍ له قبل هبوطه إلى دوري الدرجة الثانية.
تمكَّن لخ بوزنان من العودة إلى الدرجة الأولى في عام 1961 ثمّ سرعان ما هبطَ الفريق الأزرق مرة أخرى في عام 1963 بعد موسمينِ من المعاناة من سوء النتائج. تعقّدت وضعية الفريق أكثر حينما هبطَ لدوري الدرجة الثالثة في أحد أسوء مواسمه منذ نشأته الأولى. عادَ النادي عام 1972 للعب في دوري الدرجة الأولى ومع ذلك فقد كان لزامًا عليهِ الصراع مرة أخرى لتجنّب الهبوط في كل موسم. لعب المدرب جيرزي كوبا دورًا كبيرًا في إعادة إحياء أمجاد نادي لخ بوزنان حيث تولى قيادة الفريق في عام 1976 عندما كان في ذيل الترتيب. جمع كوبا اللاعبين في معسكرٍ تدريبي في بياجاو ونجحَ في إنقاذ الفريق من الهبوط ثمّ بعد اثني عشر شهرًا تأهل لأول مرةٍ للعب في أوروبا بعد أن احتلَّ المركز الثالث في الدوري بفارق نقطتين فقط عن البطل فيسلا كراكوف. عُرفت الفترة التي أشرف فيها المدرب كوبا على الفريق إعلاميًا باسمِ معجزة بياجاو في إشارةٍ للمعسكر الذي عسكر فيه لاعبو الفريق حينها. كانت المشاركة الأولى للنادي في كأس الاتحاد الأوروبي موسم 1978–79 قصيرة حيث غادر البطولة من دورها الأول على يد إم إس في دويسبورج.

### العصر الذهبي (1980-1993)
كان وصول المدرب وجسيخ أزاريك عام 1980 للنادي عاملًا أساسيًا في تجاوز المركز الثالث والمشاركة الأوروبية. وصلَ الفريقُ في ذلك العام إلى نهائي كأس بولندا للمرة الأولى لكنّه خسر بخماسيّة نظيفة أمام ليغيا وارسو في تشيستوشوفا. تمكَّن النادي بعد ذلك بعامينِ من الفوز باللقب الأول في تاريخه (كأس بولندا) وذلك بفوزه على بوجو شتشيتسين بهدفٍ نظيفٍ في فروتسواف.

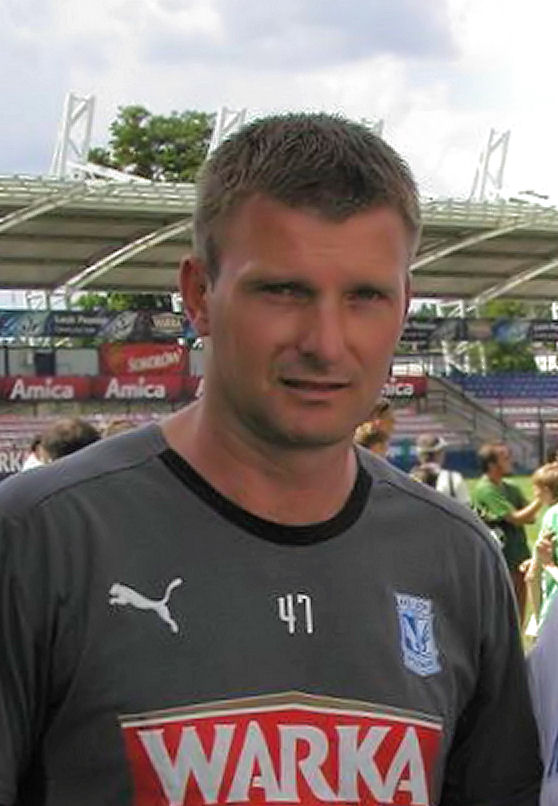
المهاجم أندريه جوسكويك هداف وبطل الدوري البولندي الممتاز عام 1990 برصيد 18 هدفًا.

واصلَ الفريق انطلاقتهُ القويّة حيث فاز ببطولة الدوري لعام 1983 حينما حلَّ في صدارة جدول الترتيب برصيدِ 39 نقطة بفارق نقطة واحدة عن نادي ويدزي الذي حلَّ ثانيًا برصيدِ 38 نقطة. لعبت الأهداف الـ 15 التي سجَّلها هداف البطولة ميروسلاو أوكونسكي ومشاركة لاعبين آخرين مثل كرزيستوف بافلاك وجوزيف أداميتش دورًا مهمًا للغاية في فوز الفريق بأول بطولة دوري. نجحَ النادي في العام الموالي أيضًا في التتويج باللقب وذلك للمرة الثانية تواليًا والثانية في تاريخه أيضًا. تقاسمَ في هذا الموسم صدارة جدول الترتيب مع نادي ويدزي حينما جمعَ الاثنانِ 42 نقطة ثم ذهب اللقب لنادي لخ بفارق الأهداف الذي كان معيار كسر التعادل حينها. كان هذا الموسم تاريخيًا بالنسبة للفريق الأزرق حيث حصل على أول ثنائية له في موسمٍ واحدٍ وذلك عندما تُوّج بطلًا لكأس بولندا بعد الفوز في النهائي على ملعب ويسلا كراكوف على غريمهِ التقليدي بثلاثيّة نظيفة.
بصفته بطل بولندا، شاركَ لخ بوزنان لأول مرة في كأس أوروبا رغم أنه لم يتمكّن من اجتياز الدور الأول في الموسمين، حيث أُقصي في الموسم الأول من قِبل أتلتيك بيلباو، فيما أُقصي في الموسم الثاني على يدِ نادي ليفربول الذي فاز عليه في مجموع المبارتينِ بخماسيّة نظيفة. فاز لخ عام 1988 بكأسٍ أخرى حينما تفوَّق في المباراة النهائيّة على ليجيا في وودج بركلات الترجيح. اصطدمَ النادي البولندي في مشاركتهِ الأخرى في كأس أوروبا بنادي برشلونة الإسباني تحتَ قيادة يوهان كرويف، وكان قريبًا جدًا من إقصاءِ العملاق الإسباني لولا ركلات الترجيح التي منحت برشلونة بطاقة العبور وذلك بعد انتهاء مبارتي الذهاب والإيّاب بالتعادل الإيجابي هدف في كلّ شبكة. عاد جيرزي كوبا للإشرافِ على القيادة الفنيّة للنادي عام 1990 ونجح معه من جديدٍ في تحقيق لقب الدوري للمرة الثالثة. تُوّج في ذلك الموسم مهاجم بوزنان أندريه جوسكاويك هدافًا البطولة برصيد 18 هدفًا ساعدت فريقه على ختم الدوري في المركز الأول برصيدِ 42 نقطة بفارق نقطتين عن الوصيفِ زاجليبي لوبين. عُيّن بعدها هنريك أبوستيل لقيادة الفريق فنجحَ هو الآخر في قيادة لخ بوزنان إلى التتويجِ ببطولتين جديدتين في عامي 1992 و1993: حقَّق الأولى حينما تصدر جدول الترتيب بفارق مريحٍ عن أقرب مطارديه فيما فاز بالثاني رغم التعادل في النقاط مع نادي ليجيا الذي عُوقب بسببِ التلاعب بنتائج المباريات. لعب لخ بوزنان في خريفِ عام 1990 واحدة من أكثر التصفيات إثارةً في العقد الماضي في كأس أوروبا، حيث هزم النادي البولندي خصمهُ الفرنسيّ أولمبيك مرسيليا بثلاثة أهدافٍ مقابل اثنين في مباراة الذهاب من الدور الثاني، لكنه سُحق في مباراة الإياب على يدِ الفرنسيين بسداسيّة مقابل هدفٍ وحيدٍ في مباراة اشتكى فيها معظم لاعبي النادي البولندي من تسمُّمٍ غذائي. توقَّفت نجاحات النادي عام 1993 حينما دخل في أزمة مالية كبيرة واضطر إلى بيع أهم لاعبيه للاستمرار في دوري الدرجة الأولى بدل الإفلاس.

### خيبات أمل ونجاحات جديدة (1994 إلى الوقت الحاضر)
نجح لخ في البقاء في دوري الدرجة الأولى رغم ابتعادهِ عن منصّة التتويج وكانت أفضل نتيجةٍ له هي احتلالهُ المركز الرابع موسم 1990 مما سمح له باللعب في كأس الاتحاد الأوروبي 1999-00 حيث أقصى ليباجاس ميتالورجس في الجولة التأهيلية ثم غادر المنافسة على يدِ نادي غوتبورغ. رغم هذه المشاركة الأوروبيّة المشرّفة نوعًا ما وبعد بضعة أشهر فقط هبطَ لخ بوزنان إلى دوري الدرجة الثانيّة بعد 28 عامًا من التواجدِ في الأولى. كان موسم لخ الأول في دوري الدرجة الثانية كارثيًا حيث كانوا قريبين جدًا من السقوط لدوري الدرجة الثالثة لكنّ ذلك لم يحدث في النهاية.

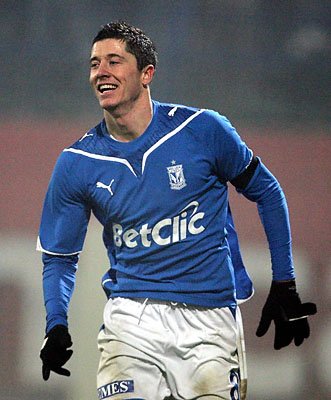
سجَّل الدولي البولندي روبرت ليفاندوفسكي 32 هدفاً في 58 مباراة مع لخ بوزنان (2008-2010).

في السنةِ الأولى من عودتهم إلى دوري الدرجة الأولى (2002–03)، ركَّز لخ على ضمان البقاء في البطولة ومع ذلك فقد بدأ الموسم بشكلٍ سلبي للغاية ما دفعَ الإدارة للتحرك عبر إقالة المدرب والتعاقد مع مدربٍ جديدٍ هو تشيسلاف ميتشنيويتش. ساهمَ تغيير المدرب في التحسّن النوعي للفريق حيثُ أنهى الموسم في المركز السادس، لكنَّ الأهم من ذلك هو الفوز بكأس بولندا وذلك بعد سحقهِ لمنافسه التقليدي ليجيا وارسو في المباراة النهائيّة، ثمّ حقَّق بعد عدة أيامٍ كأس السوبر ضد فيسلا كراكوف باصمًا على موسمٍ ممتاز. فشلَ النادي في الموسمين التاليين في تحقيقِ أيّ لقبٍ ومع ذلك فقد نافسَ الفريق على كلّ الألقابِ تقريبًا تحتَ قيادةِ المدرب فرانتشيسيك سمودا الذي شكَّلَ فريقًا قويًا مع وصول لاعبين جُدد إلى النادي مثل روبرت ليفاندوفسكي وهرنان رينجيفو وسمير ستيليتش ومارسين زاجيتش ورافاي موراوسكي. أنهى النادي موسم 2008-09 في المركز الثالث بفضلِ عددٍ من نجومه وعلى رأسهم روبرت ليفاندوفسكي الذي سجَّل 14 هدفًا. تأهل الفريقُ إلى الدوري الأوروبي لكنه فشل في المرور لدور المجموعات من جديدٍ بعدما غادر البطولة من أدوارها التمهيديّة. عوّض لخ بوزنان هذا الأداء المخيّب للآمال في التاسع عشر من أيار/مايو 2009 حينما فاز بالكأس للمرة الخامسة في تاريخهِ بفوزه في المباراة النهائيّة على روش تشورزو بهدف وحيدٍ سجله سواومير بيسكو في ملعب سيليزيا.
حلَّ المدرب جاك زيلشينكي في الموسم الموالي محلَّ فرانسيسك سمودا الذي عُيّن مدربًا للمنتخب الوطني. تمكّن زيلشينكي مع الفريق المكوّن مع عددٍ من النجوم البولنديين في تحقيقِ لقب الدوري للمرة السادسة في تاريخِ النادي. برزَ حينها المهاجم روبرت ليفاندوفسكي الذي تُوّج هدافًا للبطولة برصيدِ 18 هدفًا. تواصلت في المقابل عُقدة النادي البولندي مع المشاركات الأوروبيّة حيث تأهل لدوري أبطال أوروبا 2010–11 لكنه أُقصي على يدِ سبارتا براغ في الدور الثالث بدون نجمه الأول ليفاندوفسكي الذي كان قد انتقلَ حديثًا لنادي بوروسيا دورتموند الذي ينشطُ في دوري الدرجة الأولى الألماني. كسر النادي البولندي إخفاقه الأوروبي موسم 2010–11 حينما أطاحَ بنادي دنيبرو دنيبروبتروفسك في المرحلة التمهيديّة واصلًا للمرة الأولى في تاريخه مرحلة المجموعات. أوقعت القُرعة نادي بوزنان في مجموعة قويّة ضمَّت مانشستر سيتي الإنجليزي ويوفنتوس الإيطالي وسالزبورغ النمساوي ومع ذلك فقد تمكَّن الفريق البولندي من احتلال المركز الثاني خلف السيتي المتصدر مطيحًا باليوفي الذي كان أحد أبرز المرشّحين للذهابِ بعيدًا في البطولة. أُقصي لخ في الدور الثاني من البطولة على يدِ براغا، فرغمَ الفوز في مباراة الذهاب في بولندا بهدفٍ نظيفٍ، انهزم الفريق الأزرق في مباراة الإيّاب في البرتغال بهدفينِ نظيفين.

## الفريق

### التشكيلة الحالية
آخر تحديث 23 سبتمبر 2024.
ملاحظة: تشير الأعلام إلى المنتخب الوطني على النحو المحدد في قواعد الأهلية للفيفا. قد يحمل اللاعبون أكثر من جنسية واحدة غير تابعة للفيفا.
| الرقم | البلد            | المركز | اللاعب                            |
| ----- | ---------------- | ------ | --------------------------------- |
| 2     | البرتغال         | مدافع  | جويل فييرا بيريرا                 |
| 3     | السويد           | مدافع  | أليكس دوغلاس                      |
| 5     | السويد           | مدافع  | إلياس أندرسون                     |
| 7     | البرتغال         | وسط    | أفونسو سوزا                       |
| 8     | إيران            | وسط    | علي جولزاده                       |
| 9     | السويد           | مهاجم  | ميكائيل إسحاق                     |
| 10    | السويد           | مهاجم  | باتريك والمارك (معارًا من فاينورد) |
| 11    | فنلندا           | مهاجم  | دانيال هوكانز                     |
| 15    | بولندا           | مدافع  | ميكال جورجول                      |
| 16    | كرواتيا          | مدافع  | أنطونيو ميليتش                    |
| 17    | بولندا           | مهاجم  | فيليب سيمتشاك                     |
| 18    | بولندا           | مدافع  | بارتوز سالامون                    |
| 19    | النرويج          | مهاجم  | برايان فيابيما                    |
| 20    | الولايات المتحدة | مدافع  | إيان هوفمان                       |
| 21    | البوسنة والهرسك  | وسط    | دينو هوتيتش                       |

| الرقم | البلد           | المركز | اللاعب                          |
| ----- | --------------- | ------ | ------------------------------- |
| 22    | بولندا          | وسط    | رادوسلاف مورافسكي (نائب القائد) |
| 24    | بولندا          | وسط    | فيليب يوغيلا                    |
| 25    | السويد          | مدافع  | فيليب داغيرستول                 |
| 31    | بولندا          | حارس   | ماتيوس ميدرالا                  |
| 33    | البوسنة والهرسك | وسط    | ستيبان لونتشار                  |
| 35    | بولندا          | حارس   | فيليب بدناريك                   |
| 41    | بولندا          | حارس   | بارتوش موروزيك                  |
| 43    | بولندا          | وسط    | أنتوني كوزوبال                  |
| 44    | بولندا          | وسط    | تيموتيوس جمور                   |
| 50    | ساحل العاج      | وسط    | أدريال با لوا                   |
| 54    | بولندا          | وسط    | فيليب ويلاك                     |
| 55    | بولندا          | مدافع  | ماكسيميليان بينغوت              |
| 56    | بولندا          | وسط    | كورنيل ليزمان                   |
| 90    | بولندا          | مدافع  | ووجسيتش مونكا                   |

### اللاعبون المُعارون
ملاحظة: تشير الأعلام إلى المنتخب الوطني على النحو المحدد في قواعد الأهلية للفيفا. قد يحمل اللاعبون أكثر من جنسية واحدة غير تابعة للفيفا.
| الرقم | البلد  | المركز | اللاعب                                                  |
| ----- | ------ | ------ | ------------------------------------------------------- |
| 28    | بولندا | مدافع  | Filip Borowski (at رتش شوروزو until 30 June 2025)       |
| 74    | بولندا | وسط    | Jakub Antczak (at GKS Katowice until 30 June 2025)      |
|       | بولندا | حارس   | Krzysztof Bąkowski (at Stal Rzeszów until 30 June 2025) |

| الرقم | البلد  | المركز | اللاعب                                                        |
| ----- | ------ | ------ | ------------------------------------------------------------- |
|       | بولندا | وسط    | Maksymilian Dziuba (at GKS Tychy until 30 June 2025)          |
|       | بولندا | حارس   | Mateusz Pruchniewski (at Pogoń Siedlce until 30 June 2025)    |
|       | بولندا | مدافع  | Bartosz Tomaszewski (at Stal Stalowa Wola until 30 June 2025) |

## منشآت النادي

### ملعب ديبيك
كان أول ملعب للنادي يقع في منطقة ديبيك بين مسارين للقطارات، وكانت تابعة لشركة السكك الحديدية البولندية الحكومية، وهُدم الملعب في عام 2013، بعد فترة طويلة من عدم النشاط.

### ملعب إدموند شيك
ملعب إدموند شيك هو ملعب متعدد الأغراض مدمر حاليًا في منطقة فيلدا، وسُمِّيَ الملعب على اسم إدموند شيك، أحد مؤسسي نادي فارتا بوزنان. ويُعتبر الملعب هو المقر التاريخي لفريق فارتا بوزنا، لكن فريق ليخ بوزنان لعب هناك بشكل متقطع بين الخمسينيات والسبعينيات من القرن الماضي.

### ملعب مييسكي
ملعب مييسكي هو ملعب نادي ليخ بوزنان، وكان أحد الملاعب لمرحلة المجموعات في يورو 2012، وتبلغ سعته 43,270 متفرج تقريبًا. بُنِيَ الملعب في الأصل بين عامي 1968 و1980، ومنذ افتتاحه في أغسطس 1980 استخدم ليخ بوزنان الملعب؛ ليكون ملعبًا رئيسيًا له، ومنذ عام 2010 استخدمه أيضًا فريق فارتا بوزنان.
منذ عام 2003 وحتى عام 2010، خضع الملعب لعملية إعادة بناء كاملة، بما في ذلك بناء أربعة مدرجات جديدة مغطاة بالكامل. حاليًا هو خامس أكبر ملعب في بولندا (بعد ملعب وارسو الوطني وملعب سيليزيا والملعب البلدي في فروتسواف وملعب إنيرغا غدانسك). حدث الافتتاح الكبير بعد التجديد النهائي في 20 سبتمبر 2010، بحضور نجوم عديدين مثل ستينغ.

## بطولات وإنجازات الفريق

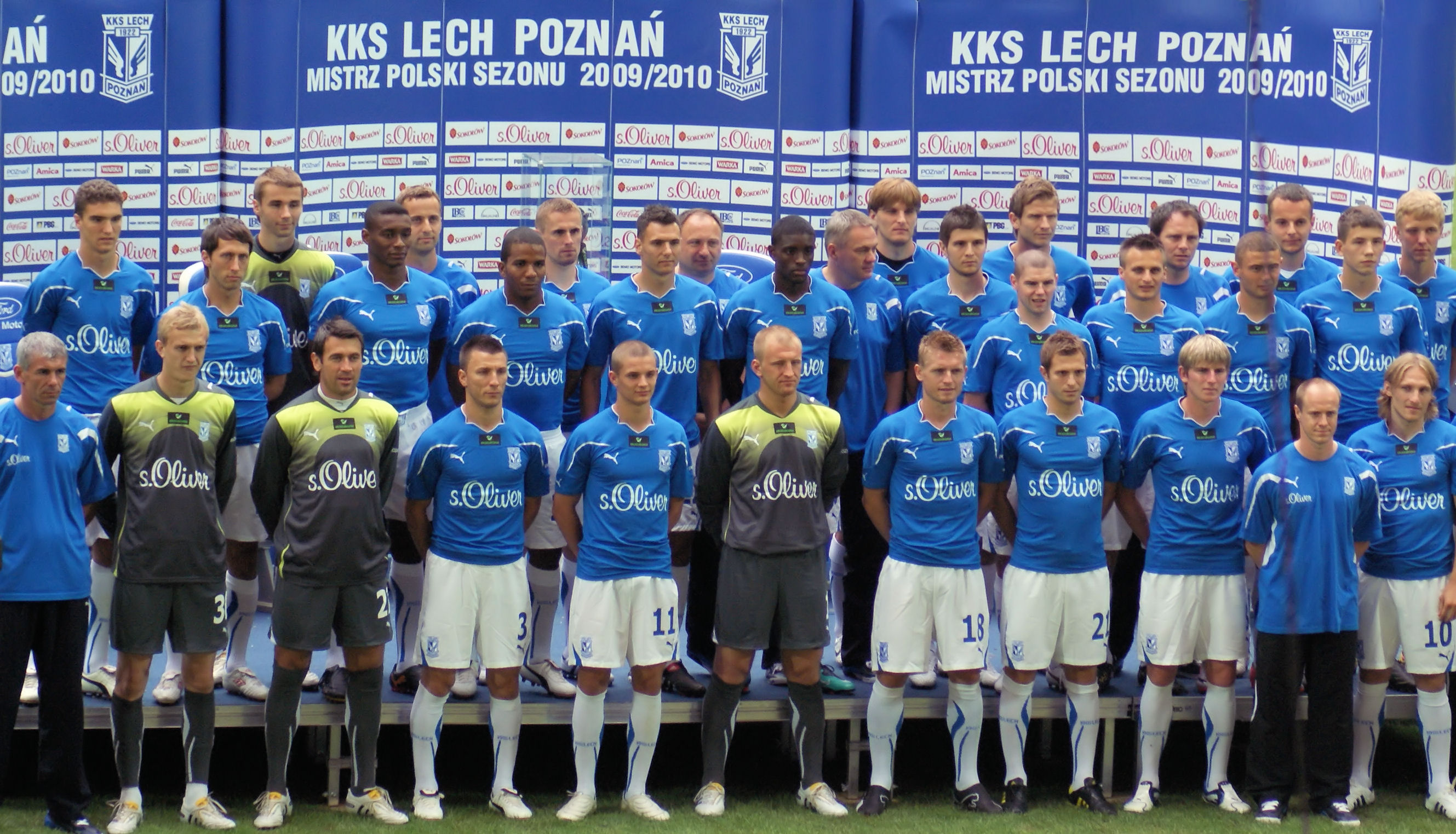
فريق لخ بوزنان الأول موسم 2010–11.

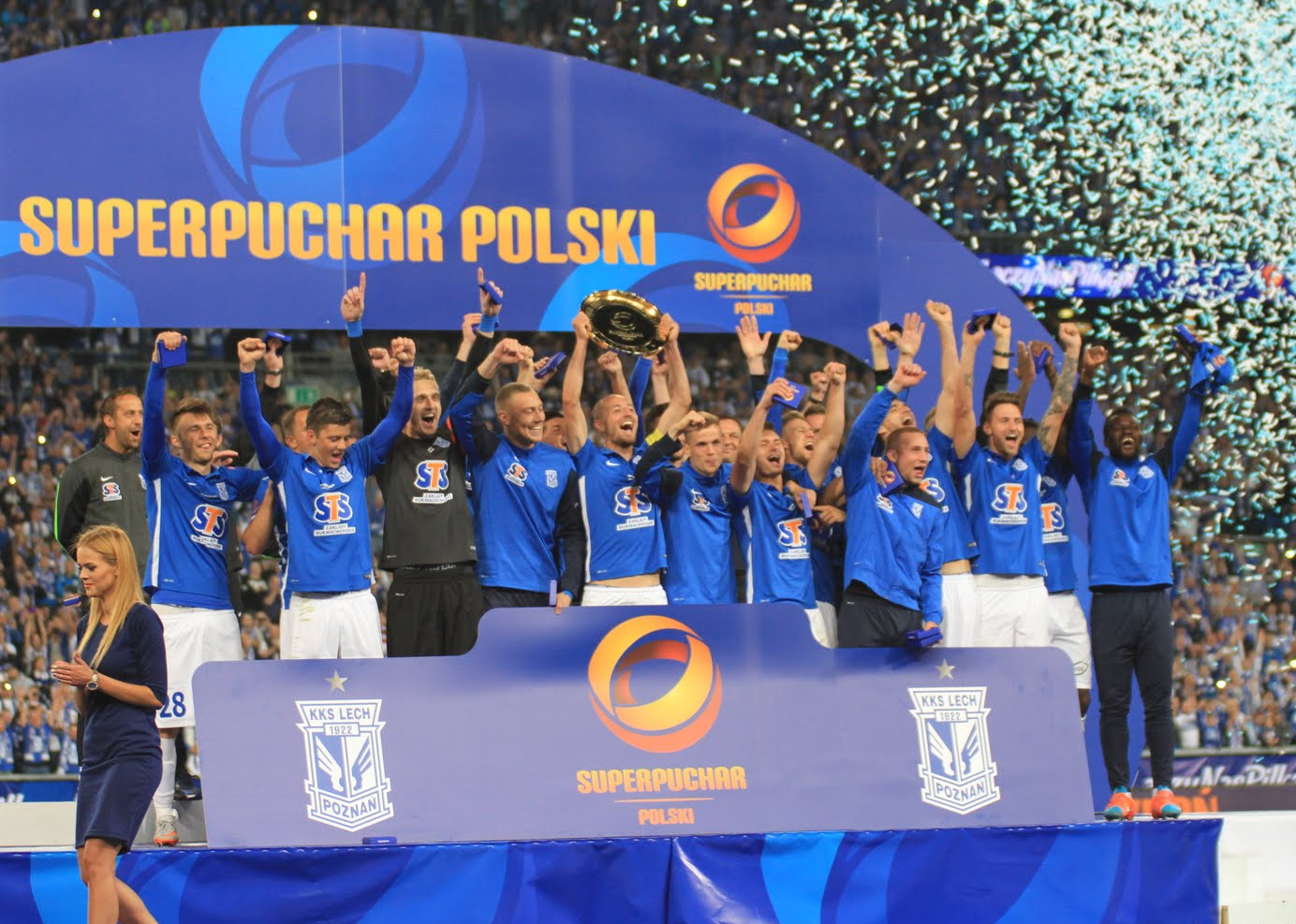
فريق لخ بوزنان الفائز بكأس السوبر البولندي عام 2015.

- الدوري البولندي الممتاز (8 ألقاب) : 
1982–83، 1983–84، 1989–90، 1991–92، 1992–93، 2009–10، 2014–15، 2021–22
- كأس بولندا (5 ألقاب) : 
1981–82، 1983–84، 1987–88، 2003–04، 2008–09
- كأس السوبر البولندي (6 ألقاب، رقم قياسي) : 
1990، 1992، 2004، 2009، 2015، 2016

## وصلات خارجية
- الموقع الرسمي (بالبولندية)